# Jonathan Stark
Jonathan Stark (Medford, 3 de abril de 1971) é um ex-tenista profissional estadunidense.

## ATP finais

### Simples: 3 (2 títulos – 1 vice)
| Legenda                       |
| Grand Slam (0–0)              |
| Tennis Masters Cup (0–0)      |
| ATP Masters Series (0–0)      |
| ATP Championship Series (0–0) |
| ATP Tour (2–1)                |

| Títulos por Piso |
| Duro (0–0)       |
| Saibro (0–0)     |
| Grama (0–1)      |
| Carpete (2–0)    |

| Posição | N. | Data             | Torneio   | Piso        | Oponente       | Placar   |
| ------- | -- | ---------------- | --------- | ----------- | -------------- | -------- |
| Vice    | 1. | Junho 14, 1992   | Rosmalen  | Grama       | Michael Stich  | 4–6, 5–7 |
| Campeão | 1. | Outubro 17, 1993 | Bolzano   | Carpete (i) | Cédric Pioline | 6–3, 6–2 |
| Campeão | 2. | Outubro 6, 1996  | Singapura | Carpete (i) | Michael Chang  | 6–4, 6–4 |

### Duplas: 40 (19 títulos – 21 vices)
| Legenda                     |
| Grand Slam (1)              |
| Tennis Masters Cup (1)      |
| ATP Masters Series (2)      |
| ATP Championship Series (4) |
| ATP Tour (11)               |

| Títulos por Piso |
| Duro (11)        |
| Saibro (3)       |
| Grama (1)        |
| Carpete (4)      |

| Posição | N.  | Data               | Torneio                         | Piso     | Parceiro          | Oponente                            | Placar           |
| Campeão | 1.  | Janeiro 6, 1992    | Wellington, Nova Zelândia       | Duro     | Jared Palmer      | Michiel Schapers Daniel Vacek       | 6–3, 6–3         |
| Campeão | 2.  | Outubro 12, 1992   | Sydney Indoor, Austrália        | Duro (i) | Patrick McEnroe   | Jim Grabb Richey Reneberg           | 6–2, 6–3         |
| Campeão | 3.  | Maio 17, 1993      | Coral Springs, EUA              | Saibro   | Patrick McEnroe   | Paul Annacone Doug Flach            | 6–4, 6–3         |
| Campeão | 4.  | Junho 14, 1993     | Rosmalen, Holanda               | Grass    | Patrick McEnroe   | David Adams Andrei Olhovskiy        | 7–6, 1–6, 6–4    |
| Campeão | 5.  | Outubro 4, 1993    | Basel, Suíça                    | Duro (i) | Byron Black       | Brad Pearce David Randall           | 3–6, 7–5, 6–3    |
| Campeão | 6.  | Outubro 11, 1993   | Toulouse, França                | Duro (i) | Byron Black       | David Prinosil Udo Riglewski        | 7–5, 7–6         |
| Campeão | 7.  | Outubro 25, 1993   | Vienna, Áustria                 | Carpete  | Byron Black       | Mike Bauer David Prinosil           | 6–3, 7–6         |
| Campeão | 8.  | Novembro 8, 1993   | Paris, França                   | Carpete  | Byron Black       | Tom Nijssen Cyril Suk               | 4–6, 7–5, 6–2    |
| Campeão | 9.  | Fevereiro 14, 1994 | Memphis, EUA                    | Duro (i) | Byron Black       | Jim Grabb Jared Palmer              | 7–6, 6–4         |
| Campeão | 10. | Junho 6, 1994      | Roland Garros, Paris            | Saibro   | Byron Black       | Jan Apell Jonas Björkman            | 6–4, 7–6         |
| Campeão | 11. | Agosto 1, 1994     | Montreal, Canadá                | Duro     | Byron Black       | Patrick McEnroe Jared Palmer        | 6–6, 6–4         |
| Campeão | 12. | Fevereiro 27, 1995 | Philadelphia, EUA               | Carpete  | Jim Grabb         | Jacco Eltingh Paul Haarhuis         | 7–6, 6–7, 6–3    |
| Campeão | 13. | Abril 17, 1995     | Toquio Outdoor, Japão           | Duro     | Mark Knowles      | John Fitzgerald Anders Järryd       | 6–3, 3–6, 7–6    |
| Campeão | 14. | Maio 29, 1995      | Bologna, Itália                 | Saibro   | Byron Black       | Libor Pimek Vince Spadea            | 7–5, 6–3         |
| Campeão | 15. | Abril 29, 1996     | Seul, Coreia do Sul             | Duro     | Rick Leach        | Kent Kinnear Kevin Ullyett          | 6–4, 6–4         |
| Campeão | 16. | Novembro 11, 1996  | Stockholm, Suécia               | Duro (i) | Patrick Galbraith | Todd Martin Chris Woodruff          | 7–6, 6–4         |
| Campeão | 17. | Novembro 23, 1997  | Doubles Championships, Hartford | Carpete  | Rick Leach        | Mahesh Bhupathi Leander Paes        | 6–3, 6–4, 7–6(3) |
| Campeão | 18. | Agosto 28, 2000    | Long Island, EUA                | Duro     | Kevin Ullyett     | Jan-Michael Gambill Scott Humphries | 6–4, 6–4         |
| Campeão | 19. | Agosto 27, 2001    | Long Island, EUA                | Duro     | Kevin Ullyett     | Leoš Friedl Radek Štěpánek          | 6–1, 6–4         |